# 웰컴홈 (영화)
《웰컴홈》(영어: Welcome Home Roscoe Jenkins)은 미국에서 제작된 맬컴 D. 리 감독의 2008년 코미디 영화이다. 마틴 로런스 등이 출연하였고, 메리 페런트 등이 제작에 참여하였다.

## 출연진
- 마틴 로런스
- 조이 브라이언트
- 제임스 얼 존스
- 마거릿 에이버리
- 마이크 엡스
- 모니크
- 세드릭 “디 엔터테이너”
- 니콜 아리 파커
- 마이클 클라크 덩컨
- 리즈 마이클
- 브룩 라이언스
- 루이스 C.K.
- 에이피온 크로킷
- 더마니 로버츠
- 거스 호프먼
- 에린 커밍스

## 기타 제작진
- 협력 제작: 알렉사 페이건, 더리스 롤린스
- 배역: 에이샤 콜리, 크레이그 핀캐넌, 리사 메이 핀캐넌
- 미술: 윌리엄 A. 엘리엇
- 의상: 대니엘 홀러웰
- 분장 부문: 데비 덴슨, 밸러리 글래드스톤, 크리스털 커쇼, 베벌리 조 프라이어
- 제작 관리: 티머시 M. 본, 숀 T. 스트래턴
- 조감독: 캐런 데이비스, 도널드 스파크스